# Császárpingvin
A császárpingvin (Aptenodytes forsteri) a madarak (Aves) osztályának pingvinalakúak (Sphenisciformes) rendjébe, ezen belül a pingvinfélék (Spheniscidae) családjába és a Spheniscinae alcsaládjába tartozó faj.
A tojó és a hím tollazata és testméretei megegyeznek egymással. Magasságuk eléri a 122 centimétert, míg testtömegük 22 és 45 kilogramm között mozog. Szárnyaik, hátuk és fejük fekete színű, mely élesen elválik testük alsó részétől, amelyet fehér színű tollazat borít. Mellkasi részük felső része halványsárga, nyakuk és fejük oldalsó része sötét, élénk sárga színű. Akárcsak a többi pingvinfaj, a császárpingvin is repülésre képtelen madár. Teste ugyanakkor áramvonalas, valamint szárnyaik lekerekítettek és inkább evezőlapátként funkcionálnak, mivel e madarak a tengeri életmódhoz alkalmazkodtak.
A császárpingvinek táplálékát túlnyomórészt halak alkotják, ám rákokat (pl. krilleket) és fejlábúakat (pl. kalmárokat) is fogyasztanak. Vadászat közben e pingvinfaj egyedei akár több mint 20 percig is képesek egy légvétellel a víz alatt maradni, miközben elérhetik az 500 méteres mélységet. Több tulajdonságuk is rendkívüli módon alkalmazkodott a víz alatti életmódhoz, ilyen például a megerősödött hemoglobinjuk, amely lehetővé teszi az oxigénfelvételt nagyobb mélységekben is, valamint tömör csontjaik megakadályozzák, hogy a mélyben a tengervíz okozta nyomás összeroppantsa csontjaikat. A pingvinek képesek lecsökkenteni a metabolizmust, valamint a nem létszükségletű testfunkcióikat.
A császárpingvin az egyetlen olyan pingvinfaj, amely az Antarktiszon költ a téli időszakban. E madárfaj egyedei akár 50-120 kilométert is megtesznek táplálkozóhelyeik és költőhelyük között a csupasz jégen. Költőhelyeik kolóniákat alkotnak, melyek akár a többezres nagyságrendet is elérhetik. A tojó mindössze egyetlen tojást rak le, melyet a hím tart melegen, amíg a tojó elmegy táplálékért. A vadon élő császárpingvinek jellemzően a húsz évet is megérhetik, ám egyes megfigyelések alapján vannak olyan egyedeik is, melyek elérik az ötvenéves kort, vagy még idősebbek is ennél.

## Rendszertani besorolása
A császárpingvineket legelső alkalommal George Robert Gray angol zoológus írta le 1844-ben. A Gray által adott Aptenodites elnevezés az ógörög ἀ-πτηνο-δύτης [a-ptēno-dytēs], azaz szárnyak nélküli búvár jelentésű szavakból áll össze. Nevének második tagja a német természettudós Johann Reinhold Forster tiszteletére lett forsteri, aki elkísérte James Cook kapitányt második tengeri felfedezőútjára és további öt pingvinfajt nevezett el az utazás során. Forster lehetett az egyik első ember, aki 1773-74 közt pingvineket látott saját szemével, melyekről azt hitte, hogy az A. patagonicus fajhoz tartoznak. Ám a felfedezésről készült jegyzeteinek helyszíne valószínűsíti, hogy a császárpingvineket fedezte fel.
A hasonló kinézetű királypingvinnel együtt a császárpingvinek az Aptenodytes nemzetség két távolabbi faját alkotják. Fosszilis maradványok alapján létezett még egy harmadik pingvinfaj is az Aptenodytes nemzetségen belül, amely az Aptenodytes ridgeni nevet kapta és a kései pleisztocén időszakban élt Új-Zélandon, mintegy hárommillió évvel ezelőtt. Mitokondriális és nukleáris DNS-vizsgálatok bebizonyították, hogy e pingvinfaj, mintegy 40 millió évvel ezelőtt kezdett el elválni a többi ma ismert pingvinfajtól rokonság tekintetében.

## Előfordulása
Az Antarktiszon költenek, akkor, amikor javában tombol a tél, (Ez −40 °C hideget jelent, és 130 km/h-s viharokat.) A többi pingvinfaj a tél elől ilyenkor északabbra húzódik. Az Antarktiszt óriási kiterjedésű jég veszi körül, mivel befagy az óceán.
A császárpingvin elterjedési területe a Déli-sark körül a déli szélesség 66°-a és a déli szélesség 77.°-a közti területre terjed ki. Közel minden alkalommal olyan helyet választ magának költés céljából, amely nem a mozgó jégtáblákon helyezkedik el. A tengerparttól nem távolodik el 18 kilométernél messzebbre, mikor költőhelyét kialakítja. A költőkolóniák gyakran olyan helyen fordulnak elő, ahol sziklák, vagy jégfalak, jéghegyek védelmet nyújtanak a metsző antarktiszi szél heves lökései elől. Három állandósult költőkolóniáját ismerjük, melyek az Antarktiszi-félsziget és a Dion-szigetek közt (jelenleg nem használják), az Ausztrál Antarktiszi Területen a Taylor-gleccser végén, illetve leggyakrabban az Amundsen-öbölben helyezkednek el. 2009 óta a kolóniák elsősorban a selfjégen települnek, nem pedig a tengeren úszó jégmezőkön, főleg, ha a tengeri jég túl későn jelenik meg.
A legészakabbi területen elhelyezkedő költő populáció a Snow-szigeten található. Kóborló példányok megjelenését jegyezték fel a Heard-sziget, Dél-Georgia és Új-Zéland egyes pontjain.
2009-ben a császárpingvinek populációját 595 000 felnőtt egyedre becsülték, melyek 46 ismert kolóniát alkottak. A déli sarkkörön kívüli vidéken él a császárpingvinek 35 százaléka. Főbb költőkolóniák élnek a Washington-fok, a Coulman-sziget területén a Viktória-földön, a Halley kutatóállomás közelében a Colbeck-foknál és a Dibbie-gleccsernél. A kolóniák létszáma állandón változik, gyakran szomszédos külső fészkelőterületeket is kialakítva, melyek egy-egy partneri csoportból váltak ki.

## Megjelenése
A kifejlett császárpingvinek állva 110-130 centiméter magasságúak. Testtömegük 22,7 és 45,4 kilogramm közt változik. A két nem közül a hímek nehezebbek a nőstényeknél. E madárfaj az ötödik legnehezebb testtömegű madárfaj a világon a repülésre képtelen madarak közül. E madarak súlya évszakonként változik, mivel a költési időszak során mindkét szülő sokat veszít testsúlyából, mire kikel és önállóvá válik a fióka. A hím császárpingvinnek több mint két hónapot kell kibírnia a pár egyetlen utódjának tojását melengetve, mire a tojó ismét visszatér hozzá táplálékszerző útjáról. E két hónapos időszak alatt a hím semmilyen táplálékot nem fogyaszt. A legtöbb hím császárpingvin mintegy 12 kilogrammot veszít testsúlyából, mire a fióka kikel a tojásból. A költési időszak kezdetén a hím súlya 38 kilogrammot nyom, míg a tojók 29,5 kilogrammosak. A költési időszakot követően mindkét nem súlya 23 kilogrammra csökken.
Akárcsak más pingvinfajok, a császárpingvinek teste is áramvonalas, hogy ezáltal is csökkenteni tudják a víz ellenállását úszás közben és a szárnyaik is inkább úszólábakra emlékeztetnek. A nyelvük befelé dőlő redőkkel bordázott, hogy megakadályozza a pingvinek által elejtett zsákmányok megszökését. A hímek és a tojók hasonló tömegűek és tollazatuk színe is közel azonos. A felnőtt egyedek háta, szárnyainak felső része, tarkója és fejük teteje és farkuk fekete színű. Hasi részük és szárnyaik alja fehér tollazattal borított, mely a mellkasi rész felső részein halvány sárga színű, amely a nyaknál és a füleknél élénk sárga színbe megy át. Nyolc centiméteres csőrük felső része fekete, míg alsó csőrük lehet rózsaszínű, narancssárga, vagy lilás árnyalatú is. A fiatal egyedeknél a füleket borító tollazat, álluk és torkuk fehér színű, míg a csőrük fekete. A császárpingvinek többi testtájékát finom, szürke színű pehelytollak borítják, kivéve fekete fejüket és fejük fehér elülső részét. 2001-ben találtak egy teljesen fehér tollazattal borított fiókát, amely azonban nem bizonyult albínónak, mivel nem rózsaszínű szemei voltak.
A tojásból kikelés után átlagosan 315 gramm súlyúak, míg tollazatuk kifejlődésének idején már elérik a felnőtt egyedek testsúlyának a felét. 
A császárpingvinek sötét tollai barnás árnyalatúvá fakulnak az antarktiszi nyár novembertől februárig tartó időszaka során, majd ezt követően megy végbe a vedlés január és február közt. A vedlés mindössze 34 nap alatt végbe megy, amely más madárfajokhoz viszonyítva viszonylag rövid ideig tart. A régi tollak csak azt követően kezdenek el kihullani, miután az új tollazat eléri végleges hosszának az egyharmadát, ezáltal is csökkentve az okozott hőveszteséget. A régi tollazatot az új tollak tolják ki, míg nem elválik a bőrtől.
A császárpingvinek átlagos  éves túlélési esélye  95,1 százalék, miközben e madarak átlagosan várható élettartama 19,9 év. Kutatások bizonyították, hogy e madarak egy százaléka megérheti akár az 50 éves kort is. Ugyanakkor csak mintegy 19 százaléka éli túl a fiókák közül az egyéves kort. A császárpingvinek állományának 80 százaléka idősebb, mint 5 év.

### Hangjuk
Mivel a császárpingvinek nem építenek fészket, amely egy biztos pontot jelentene számukra, amikor párjukat, vagy éppen fiókájukat kell megkeresniük, ezért kénytelenek voltak kialakítani egyedi hangjelzéseiket egymás helyének könnyebb beazonosítására. Összetett hangjelzéseket alakítottak ki, melyek lehetnek gyanakvó hangvételűek is, mikor például nem teljesen biztosak benne, hogy a saját fiókájukról van szó, mely a legváltozatosabb hangjelzés-tartomány a pingvinek között. A hangokat kiadó egyedek két frekvenciasávot használnak váltogatva. A fiókák szintén egy meghatározott frekvenciájú hangjelzéssel közlik szüleik felé, ha épp éhesek, vagy csak keresik őket.

### Hideghez való alkalmazkodóképességük
A császárpingvinek költenek a világ madárfajai közül a legzordabb helyeken. A hőmérséklet elérheti akár a -60 °C-ot is, míg a széllökések sebessége akár 144 km/h is lehet. A jeges tengervíz hőmérséklete -1,8 fok körül alakul, amely jóval alacsonyabb, mint a császárpingvinek 39 °C-os testhőmérséklete. E madárfaj azonban számos módon alkalmazkodott a jeges időjárási körülményekhez. Tollazatuk biztosítja testük 80-90 százalékának hőszigetelését, amely alatt egy bőr alatti zsírréteg is védi őket a kihűléstől, amely a költési időszak előtt akár három centiméteresre is vastagodhat. A zsírréteg azonban gátolja a pingvinek szárazföldön való mozgását, legalábbis a Magellán-pingvinekkel összevetve, melyeknek kevesebb zsírréteg borítja testét.

## Életmódja
Hallal, krillel, planktonokkal, tintahallal táplálkoznak, élelmüket a tengerből szerzik. Akár 535 méter mélyre is képes lemerülni.
Tócsákból, tavakból isznak, vagy egyszerűen megeszik a havat. Ám ez legtöbbször nem fedezi vízszükségletüket, így a tengervizet kell meginniuk. Azonban a pingvinek veséje az emberéhez hasonlóan nem képes arra, hogy megfelelő mennyiségű sót válasszon ki, ezért náluk is kifejlődtek azok a sómirigyek, amelyek sok más tengeri madárnál is megtalálhatók.
A sómirigyek a csőrükben, a szemük felett találhatóak, melyekkel kiszűrik a tengervíz sómennyiségének nagy részét. A só később a csőrükben elhelyezkedő orrnyílásokon kiürül. A pingvinek sómirigyei kifejezetten hatékonyak, mert 1 l tengervízből 3 dl édesvizet nyernek.
A pingvinek emiatt takarékoskodnak a vízzel, ami abból látható, hogy húgysavat ürítenek, ami anyagcseréjük pépes, kevés vizű, fehér, koncentrált végterméke, valamint nem izzadnak. Amikor melegük van (például a galápagosi pingvinnek), tátott csőrrel párologtatnak, ilyenkor vesztenek jelentősebb vízmennyiséget.
Akár 20 évig is élhetnek. Természetes ellenségeik a leopárdfókák, és elefántfókák, valamint a kardszárnyú delfin. Az emberek már évtizedek óta vadásszák őket zsírjukért, és mivel elrepülni nem tudnak előlük, könnyű prédák lehetnek.

## Szaporodása
Az ivarérettséget 3–6 éves korban éri el. A tojó az udvarlást követően egy szem tojást rak – ezen a hím kotlik, mert a tojók a vízhez indulnak táplálékért át a jégmezőkön, olyan helyre, ahol nincs befagyva az óceán. Az ott maradt hímek a kb. félkilós tojást a lábukon egyensúlyozzák az ott található bőrredőbe burkolva, ami védi a tojást a jeges hideg ellen. A hímek két hónapig – május és június ideje alatt (ez az Antarktiszon a tél ideje) – nem vesznek magukhoz táplálékot, esetleg néha egy kis havat csipegetnek fel. A vastag zsírrétegnek kettős szerepe van: a melegítés, és a táplálék tartalékolása.
Ha nagy hóvihar tombol, a pingvinek szoros csoportba tömörülnek. Fekete hátukat a nap felé fordítják (már ha van nap), az jobban felveszi a meleget. A csoportban sokszor több ezer hím összebújva védekezik a hideg ellen. A pingvinek mozgásban vannak, cserélgetik a szélen állókat, így mindig más kerül a hideghez legközelebb, a kör szélére, és más a melegbe, a széltől, hidegtől védett közepébe. Ott a meleg a 26–35 °C-ot is elérheti.
Két hónap alatt a hímek testsúlya a felére csökken. A jelentős lesoványodást csak akkor venni észre, amikor a tojó visszatér: látszik, mennyivel „karcsúbb” a hím. A visszatérő tojó átveszi a tojást, amelyből nemsokára kikel a fióka. Amikor átveszik a tojásokat, mindkét félnek ügyesnek kell lennie: ha a tojás túl sokat kint marad a szabad levegőn, hamar lehűl, a héja megreped, és a benne lévő fióka elpusztul. A hímek a tojás átadása után elindulnak a vízhez, hogy táplálkozzanak, de a leromlott állapota miatt nem mindegyik ér oda. Ekkorra a jégmező megolvad. Ez után közösen etetik és vigyáznak a fiókákra – nyolc hétig. A szülők hangja alapján találják meg a kis pingvint, ugyanis azok szorosan összebújnak, ha a szülők távol vannak. A fiókák közben lassanként levedlik pihetollukat, és a kifejlett példányokra jellemző vízlepergető tollazat jelenik meg rajtuk. A fiókáknak ekkor már nem kell sokat vándorolniuk a jégmezőn a tengerig.

## Képek

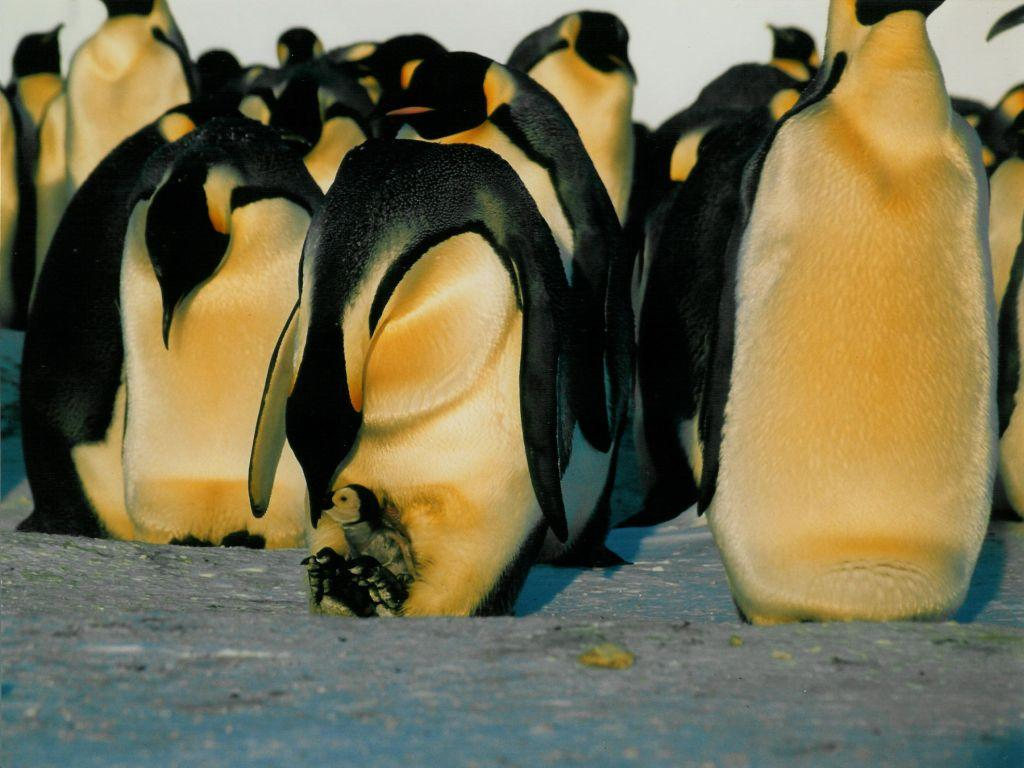
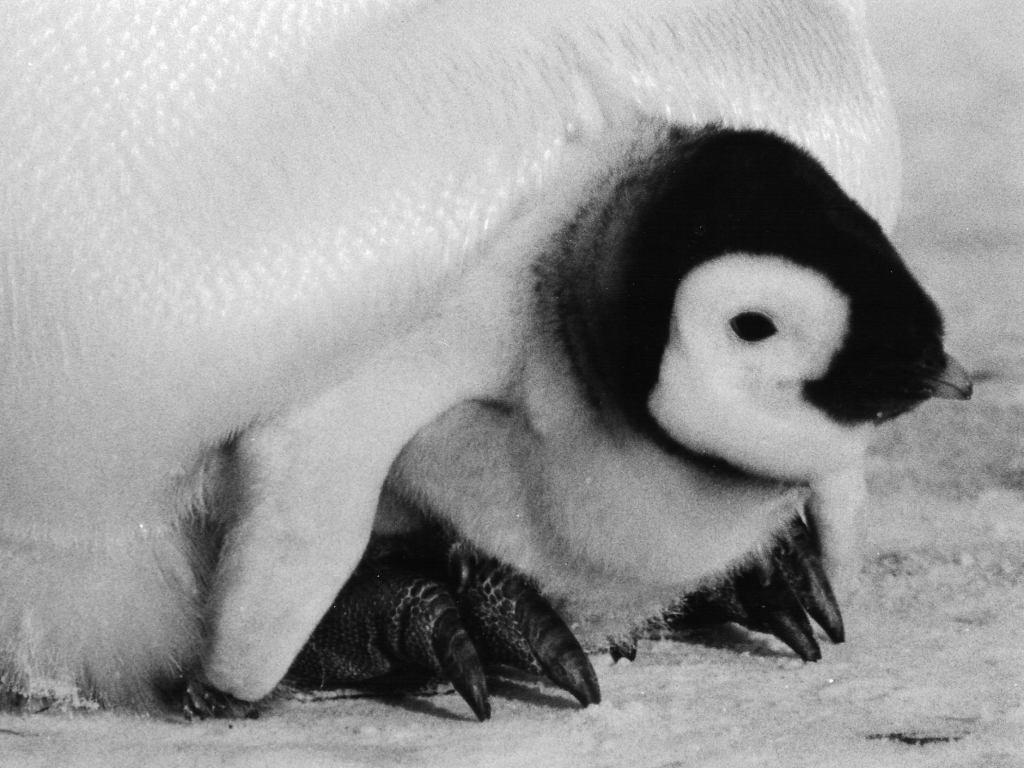
Kukucskáló fióka
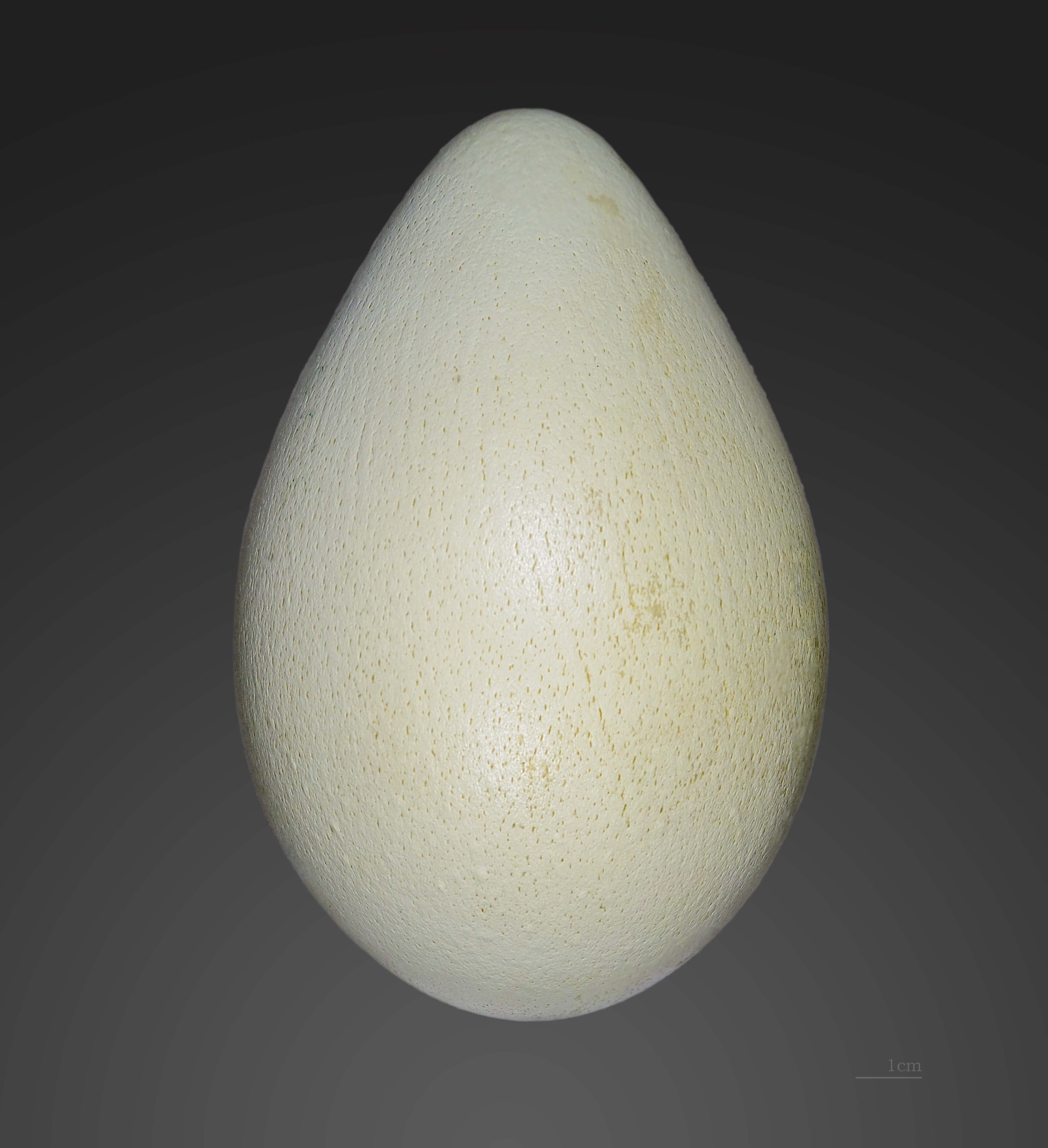
A tojása

## A művészetben
Az antarktiszi császárpingvinek hosszú és veszélyes vándorlását a költőhely és a tenger közt dolgozza fel Luc Jacquet 2005-ben bemutatott Oscar-díjas dokumentumfilmje, a Pingvinek vándorlása. Hasonló környezetben játszódik, de a könnyed szórakoztatásra helyezi a hangsúlyt a Táncoló talpak, amely egy 2006-os, szintén Oscar-díjas számítógépanimációs film.